# Città satellite (parco divertimenti)
Città satellite, anche denominato Greenland, era un parco divertimenti che sorgeva all'interno del Parco delle Groane nel comune di Limbiate (MB).

## Storia
Il parco divertimenti "Città satellite" è stato creato tra il 1964 e il 1965 e sorge su un'area di 374.000 m² che il commendatore Giuseppe Brollo, imprenditore originario del Trevigiano, aveva acquistato molti anni prima dai conti Borromeo e che in un primo momento sarebbe dovuto diventare una grande fattoria moderna. Brollo, pur essendo diventato imprenditore nel campo siderurgico, era infatti di origine contadina e desiderava avviare una produzione agricola in quello che divenne il Villaggio Brollo.
Il parco nasce successivamente da una collaborazione di Giuseppe Brollo con il giostraio Simeone Sardena il quale, avvalendosi delle competenze acquisite nella sua carriera lavorativa, progettò un grande luna park urbano stabile. La gestione del parco fu affidata ad una società con sede a Reggio Emilia.
La costruzione avvenne in concomitanza con la nascita di Gardaland, risultando così un progetto pionieristico in Italia, laddove esistevano solo parchi giochi itineranti.
Nel centro del parco fu realizzato un laghetto per la pesca sportiva con un bar sull'isoletta centrale, mentre il perimetro era delimitato dal percorso di un trenino panoramico. All'interno piste di go kart, montagne russe, giostre, un campo da minigolf oltre a tutte le attrazioni tipiche dei luna park. Il primo periodo vide infatti il numero delle attrazioni disponibili crescere rapidamente e, con esse, vennero realizzati locali di ristoro, potenziati i parcheggi per gli autoveicoli e migliorate le vie di comunicazione, portando il parco a raggiungere il suo massimo splendore attorno alla metà degli anni ottanta.
Dai primi anni del 2000 invece iniziò il periodo di decadenza del parco. 
A causa delle difficoltà gestionali della società appaltatrice del parco e a causa di irregolarità in tema di sicurezza e di igiene, il giorno di Pasquetta (che coincideva anche con l'apertura del parco al pubblico dopo la chiusura invernale) del 2002 fu sottoposto a sequestro giudiziario.

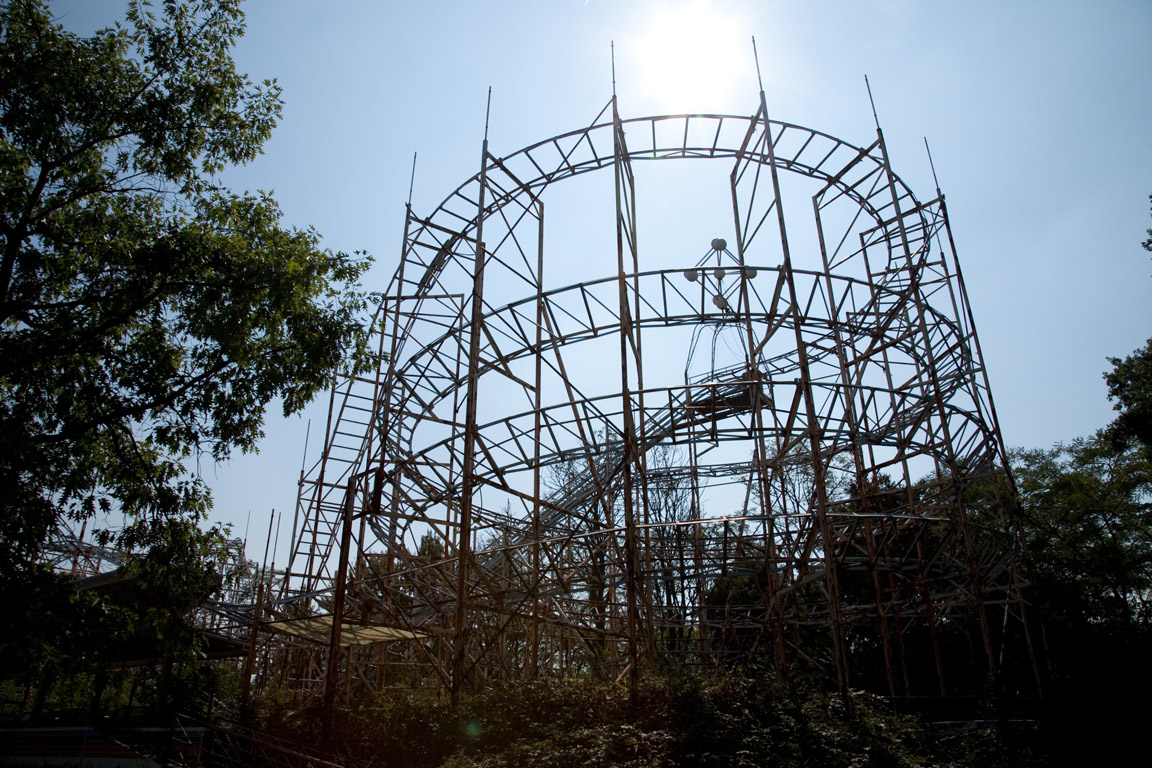
Le montagne russe abbandonate nel 2009

Oltre ai problemi gestionali in cui versava la società proprietaria del parco, si aggiunsero quelli legati all'effettiva proprietà dello stesso che nell'estate 2008 subì l'ennesima chiusura a causa di un contenzioso tra la vecchia e la nuova proprietà. La combinazione di questi due fattori comportò la chiusura di molte attrazioni e la decadenza dell'intera struttura. Il parco fu quindi messo all'asta da parte del Tribunale di Milano.

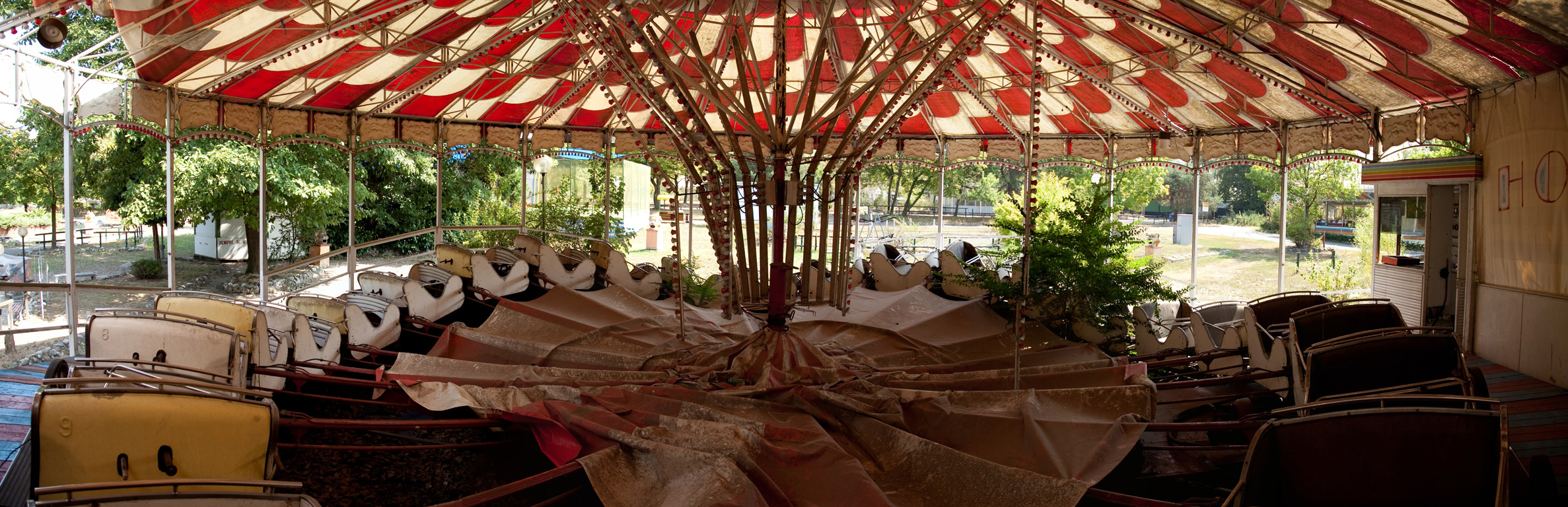
Una giostra in stato di abbandono

Oltre a questi problemi si aggiunsero l'ordinanza di abbattimento della pista go-kart per abusivismo edilizio e un'indagine sulla gestione dei parcheggi. Nell'ottobre 2009 era stato presentato un progetto di riqualificazione del parco divertimenti e delle zone adiacenti, ma gli interventi di ristrutturazione non vennero mai eseguiti.
Nel corso del 2018 si provvide alla demolizione di parte delle strutture e il parco venne dato in gestione per otto anni.
Nel mese di febbraio 2020 fu stipulata una convenzione tra un privato, il comune di Limbiate e il parco delle Groane per la valorizzazione dell'area. Il progetto prevedeva, tra le altre cose, la costruzione di un luna park più piccolo del precedente, piste ciclabili e parcheggi.
Nel 2022 il sito venne utilizzato per le riprese del videoclip di Mi fai impazzire, brano di Blanco e Sfera Ebbasta.
Fallito il progetto di riqualificazione del 2020, il parco tornò nuovamente all'asta nel 2023.
Nel 2024 ci fu un tentativo d'acquisto da parte di un offerente, che però si tirò indietro, dopo aver saldato l'anticipo, mandando il parco nuovamente in vendita.
Il 21 maggio 2025 è prevista una nuova asta, che potrebbe dare nuova vita al parco.